# Martina McBride
Martina McBride, nome d'arte di Martina Mariea Schiff (Sharon, 29 luglio 1966), è una cantautrice statunitense country pop.
Ha esordito nel 1992 pubblicando l'album The Time Has Come; tuttavia ha ottenuto per la prima volta il successo solo con l'uscita del suo secondo lavoro, The Way That I Am, che conteneva il singolo "My Baby Loves Me" che verso la fine del 1993 raggiunse la 2ª posizione della classifica di Billboard nella sezione riservata alla musica country.
È diventata una stella di prima grandezza verso la fine degli anni novanta, porgendosi al pubblico con un approccio più tradizionalista e spostandosi in un territorio musicale più contiguo alla musica pop.
Dal 1992 ad oggi Martina McBride ha realizzato complessivamente 11 album; sette in studio, uno dal vivo, una raccolta di successi, una raccolta di reinterpretazioni di brani di altri artisti e un disco di canzoni natalizie. Di questi lavori due hanno ottenuto negli Stati Uniti il Disco d'oro, gli altri il Disco di platino o riconoscimenti ancora superiori. Fino a questo momento ha portato nelle classifiche di vendita statunitensi relative alla musica country più di 30 singoli; quello di maggiore successo è stato I Love You, che nell'autunno 1999 è rimasto in vetta alla classifica per 5 settimane. Complessivamente i suoi singoli ad aver raggiunto la prima posizione sono 6: 5 nella classifica Billboard per la musica country e 1 nella classifica Billboard Adult Contemporary. Inoltre ha vinto per 4 volte il premio per la  Miglior interprete femminile dell'anno della Country Music Association (il maggior numero di vittorie a pari merito con Reba McEntire) e per 3 volte il premio Miglior interprete femminile della Academy of Country Music.
Grazie al suo registro vocale da soprano è stata definita "la Céline Dion del country".
Complessivamente ha venduto in tutto il mondo più di 16 milioni di album.

## Biografia e carriera artistica

### La giovinezza
Martina McBride è nata in Kansas, a Medicine Lodge appena fuori da Sharon, dove i suoi genitori, Daryl e Jeanne Schiff, possedevano una fattoria con allevamento di bovini. È la seconda di 4 fratelli: un suo fratello più giovane, Martin, fa parte della sua band.
Ha iniziato la sua carriera di cantante nel complessino di famiglia, "The Schiffters", che suonava nelle sale da ballo locali del Kansas centro-meridionale. Fino al termine della scuola superiore oltre a cantare suonava anche le tastiere. Dopo aver trascorso un primo semestre al college, abbandonò l'università per unirsi ad un altro gruppo formato da amici di famiglia e ben presto finì per dedicarsi a tempo pieno alla musica esibendosi con varie rock-band

### LaBusta Viola
Martina McBride aveva sentito che la RCA Records stava cercando una nuova artista donna da aggregare alla propria compagnia. Lei e il marito sapevano però che la RCA non accettava lettere non richieste e non avevano contatti presso la casa. Così decisero di inserire una biografia, alcune foto e due nastri di prova in una grossa busta viola con la scritta "Materiale richiesto" e spedirla ugualmente. I nastri contenevano i brani "I Can't Sleep," "Regular as Clockwork," "I Put You Behind Me," "Wild Side of Life," "When You Leave Me" e "You Win Again". Dopo tre settimane ricevettero una telefonata con cui la casa discografica chiedeva che Martina si presentasse da loro per un colloquio. Alla RCA furono favorevolmente impressionati e le chiesero anche di cantare dal vivo per dimostrare il suo talento. La sua esibizione piacque e le fu offerto un contratto discografico. Il suo primo album The Time Has Come fu pubblicato il 15 maggio 1992, giorno del suo 4º anniversario di matrimonio. Due settimane più tardi, il 2 giugno, aprì per la prima volta un concerto di Garth Brooks a Denver, in Colorado.

### Il successo nel country dei primi anni '90
Il primo album del 1992 conteneva pezzi fortemente debitori allo stile honky tonk progressivo del country-folk tradizionale.
Il primo singolo (omonimo dell'album) entrò nella classifica dei primi 40 brani country, raggiungendo al posizione n.23. Tra il 1992 e il 1993 dall'album furono tratti altri due singoli che però non ebbero molto successo.
L'album successivo, The Way That I Am del 1993, rappresentò invece il suo primo trionfo commerciale, e il singolo da esso estratto, "My Baby Loves Me" scalò le classifiche di vendita country fino ad arrivare alla seconda posizione. Dal disco furono inoltre tratti altri 3 singoli che entrarono nella classifica dei primi 40 brani country, tra i quali il secondo, "Life #9", che entrò tra i primi 10 nel 1994. Nel 1994 la sua notorietà crebbe ancora, grazie al successo trasversale della sua canzone contro la violenza domestica Independence Day, anche questa tratta da The Way That I Am; nonostante abbia raggiunto solo il 12º posto nella classifica di Billboard il brano resta tutt'oggi una delle sue canzoni più famose. Nello stesso anno ottenne il video di "Independence Day" ottenne il CMA Award come Video musicale dell'anno.
Nel 1995 l'album successivo, Wild Angels, contenne il singolo omonimo che fu il suo primo brano a raggiungere la prima posizione delle classifiche di vendita dei singoli
I singoli successivi non riscossero però lo stesso successo; tra questi "Swingin' Doors" e "Cry on the Shoulder of the Road", che si piazzarono solo tra la ventesima e la quarantesima posizione.  Nonostante questo Wild Angels fu nominato Disco d'oro dalla RIAA per aver venduto 611.000 copie.

### 1997-2004: Il Country-pop
Nel 1997 Martina McBride pubblicò il suo quarto album, intitolato Evolution. Fu il suo primo album ad entrare nella classifica dei dieci album country più venduti e il duetto con Jim Brickman "Valentine" non solo entrò a sua volta tra i primi dieci della classifica dedicata, ma fu un successo anche al di fuori del proprio ambito musicale entrando nelle classifiche generaliste della musica Pop-Rock. Da Evolution furono tratti anche altri quattro singoli, due dei quali ("A Broken Wing" e "Wrong Again") raggiunsero la prima posizione e due ("Happy Girl" e "Whatever You Say") la seconda, vendendo complessivamente più di due milioni di copie.
L'album ottenne 3 Dischi di platino raggiungendo i 3.000.000 di copie vendute. Nel 1998 registrò con Jason Sellers un altro duetto di successo chiamato "The Small Divide".
T
Nel 1998 registrò un disco di canzoni natalizie, per poi tornare con un nuovo album. Emotion, nel 1999. Il primo singolo, "I Love You ", finì in testa alle classifiche country riscuotendo successo anche a livello globale, come i singoli successivi "Love's the Only House", "There You Are" e "It's My Time", anch'essi nella top ten. Entrambi gli album, Emotions e White Christmas, conquistarono il Disco di platino; il singolo "I Love You"fa anche parte della colonna sonora del film Se scappi ti sposo interpretato da Richard Gere e Julia Roberts.
Nel 1999 ha vinto il CMA Award come "Interprete femminile dell'anno". Complessivamente ha vinto tale premio per quattro volte, tre volte quello della Academy of Country Music ed ha ottenuto una nomination per il Grammy Award.
Nel 2001 Martina McBride ha pubblicato la sua prima raccolta di grandi successi, disco che raggiunse sia la vetta della classifica di vendita della musica country che le prime cinque posizioni della classifica Pop. Conteneva anche quattro nuovi brani, tutti poi pubblicati anche come singoli: "Blessed"  ha raggiunto il primo posto, "When God-Fearin' Women Get the Blues" e "Where Would You Be"  entrarono tra i primi dieci.
Nel 2003 ha pubblicato l'album Martina. i primi due singoli che ne sono stati tratti, "This One's for the Girls" e "In My Daughter's Eyes" sono entrati sia nella classifica country che in quella Pop-rock. Martina ha ottenuto due Dischi di platino negli Stati Uniti.
Nel 2004 Martina McBride ha registrato un duetto con il cantautore Jimmy Buffett che fa parte dell'album di quest'ultimo License to Chill ed è entrato nello stesso anno tra i primi venti della classifica dei singoli country.

### 2005:Timeless
Nel 2005 ha pubblicato un CD contenente 18 grandi classici della musica country, Timeless, che è entrato direttamente al numero uno della classifica country di Billboard alla prima settimana ed ha ricevuto numerosi apprezzamenti dalla critica per i suoi toni estremamente rispettosi dei canoni musicali country classici. Il primo singolo tratto dall'album, "I Never Promised You a) Rose Garden" è entrato nella classifica dei 20 singoli più venduti. La versione originale, interpretata da Lynn Anderson era stata un grande successo degli anni settanta. Nel 2006 ha intrapreso il suo primo grande tour dal vivo come artista principale degli spettacoli, il Timeless tournel corso del quale si esibiva in questo brano in un duetto proprio con la stessa Anderson.
Timeless è al momento il disco di Martina Mcbride ad aver raggiunto la posizione più alta, il terzo posto, della classifica globale di vendita di Billboard oltre a, naturalmente il primo della classifica country. Timeless ha ottenuto il Disco di Platino della RIAA, quarto album dell'artista ad ottenere tale riconoscimento.

### Dal 2007 ad oggi
Il nono album di studio di Martina McBride, Waking Up Laughing è stato pubblicato il 3 aprile 2007. È il secondo che l'artista statunitense si autoproduce. La Mcbride è anche coautrice di tre canzoni dell'album, tra cui il singolo "Anyway".
Il Waking Up Laughing Tour è iniziato il 12 aprile 2007 a Kansas City, la prima di 50 date. Come ospiti speciali hanno partecipato al tour Rodney Atkins e Little Big Town. In tre date anche Diamond Rio si è unito allo spettacolo. 
Nel dicembre 2008 ha pubblicato la raccolta Playlist: The Very Best of Martina McBride, facente parte della serie Playlist della Legacy Records.
Nel novembre 2008 ha pubblicato il singolo Ride, che ha anticipato la pubblicazione dell'album Shine, diffuso nel marzo 2009. L'album è stato co-prodotto con Dann Huff e seguito da un tour chiamato Shine All Night Tour.
Nel novembre 2010 ha firmato un contratto con la Republic Nashville e ha iniziato a lavorare col produttore Byron Gallimore. Il suo singolo Teenage Daughters è uscito nel marzo 2011, come brano apripista di Eleven, suo undicesimo album in studio. Il titolo non solo indica che è l'undicesimo album, ma è stato ispirato anche dalla data di pubblicazione, che è l'11 ottobre 2011. Esso contiene una cover dei Train in duetto con il cantante Pat Monahan.
Nel 2012 ha pubblicato due raccolte, Hits and More (gennaio) e The Essential Martina McBride (ottobre).
Nell'aprile 2014 ha pubblicato un nuovo album dal titolo Everlasting (Vinyl Recordings), prodotto da Don Was. Si tratta di un album di cover che contiene duetti con Gavin DeGraw e Kelly Clarkson.

## Stile musicale
Martina McBride, che come registro vocale è un soprano, è stata etichettata come la "Céline Dion del country". Come l'artista canadese si distingue per il suo ampio registro vocale, per la potenza della voce e per servirsi di rado di melismi. Nel 2003, nel corso di un episodio dello spettacolo televisivo CMT Crossroads in cui si esibiva insieme a Pat Benatar, la Mc Bride ha affermato di aver imparato a cantare con un registro così ampio proprio ascoltando la musica della Benatar e provando ad imitarla.

## Vita privata
Ha incontrato suo marito, l'ingegnere del suono John McBride, quando lo contattò per prendere a noleggio lo studio di registrazione di sua proprietà. Cominciarono immediatamente a frequentarsi, quattro mesi dopo si fidanzarono e si sposarono il 15 maggio 1988. La coppia si trasferì a Nashville nel 1990 e lì trovarono entrambi lavoro come membri dello staff dei tour di Garth Brooks; Martina si occupava di vendere le magliette promozionali. Alla fine, dopo aver ottenuto il contratto discografico con la RCA fu incaricata di aprire gli spettacoli con la sua esibizione.
Lei e il marito hanno tre figlie, che la seguono nei suoi tour musicali, organizzati però in modo tale da essere compatibili con i loro programmi scolastici. La famiglia continua a vivere a Nashville.

## Beneficenza
Martina McBride collabora con diverse associazione benefiche. Attualmente è portavoce delle associazioni che si occupano di combattere la violenza domestica National Domestic Violence Hotline, National Network to End Domestic Violence e Tulsa Domestic Violence and Intervention Services. A partire dal 1995 ogni anno ospita l'asta benefica delle celebrità in favore della 
Young Women's Christian Association del Tennessee, asta che fino ad oggi ha raccolto oltre 400.000$. Nel 2004 ha collaborato con il Kids Wish Network per realizzare il desiderio di una ragazzina gravemente malata di distrofia muscolare.
Nel 2003 è stata premiata con il Minnie Pearl Humanitarian Award.
Recentemente ha spiegato che portare a conoscenza le ragazze e le donne del problema della violenza domestica è qualcosa che ha cominciato a fare a casa con le sue figlie e ha dichiarato:
(Martina McBride)

## Discografia
Album in studio
- 1992 - The Time Has Come
- 1993 - The Way That I Am
- 1995 - Wild Angels
- 1997 - Evolution
- 1998 - White Christmas (album natalizio)
- 1999 - Emotion
- 2003 - Martina
- 2005 - Timeless
- 2007 - Waking Up Laughing
- 2009 - Shine
- 2011 - Eleven
- 2014 - Everlasting
- 2016 - Reckless

Live
- 2009 - Live in Concert

Raccolte
- 1999 - CMT Girls' Night Out (con Sara Evans, Mindy McCready e Lorrie Morgan)
- 2001 - Greatest Hits
- 2008 - Playlist: The Very Best of Martina McBride
- 2012 - Hits and More
- 2012 - The Essential Martina McBride

Singoli
- 1992 - The Time Has Come
- 1992 - That's Me
- 1993 - Cheap Whiskey
- 1993 - My Baby Loves Me
- 1994 - Independence Day
- 1994 - Life #9
- 1994 - Heart Trouble
- 1995 - Where I Used to Have a Heart
- 1995 - Safe in the Arms of Love
- 1996 - Wild Angels
- 1996 - Phones Are Ringin' All Over Town
- 1996 - Swingin' Doors
- 1997 - Cry on the Shoulder of the Road
- 1997 - Still Holding On
- 1997 - A Broken Wing
- 1998 - Valentine
- 1998 - Happy Girl
- 1998 - Chances Are
- 1998 - Wrong Again
- 1999 - Whatever You Say
- 1999 - I Love You
- 1999 - Love's the Only House
- 2000 - There You Are
- 2001 - It's My Time
- 2001 - When God-Fearin' Women Get the Blues
- 2001 - Blessed
- 2002 - Where Would You Be
- 2002 - Concrete Angel
- 2003 - This One's for the Girls
- 2003 - In My Daughter's Eyes
- 2004 - How Far
- 2004 - God's Will
- 2005 - (I Never Promised You A) Rose Garden
- 2006 - I Still Miss Someone
- 2006 - You Ain't Woman Enough
- 2006 - Anyway
- 2007 - How I Feel
- 2007 - For These Times
- 2008 - Ride
- 2009 - I Just Called You Mine
- 2010 - Wrong Baby Wrong
- 2011 - Teenage Daughters
- 2011 - I'm Gonna Love You Through It
- 2012 - Marry Me (feat. Pat Monahan)
- 2016 - Reckless
- 2016 - Just Around the Corner

## Collaborazioni principali
- 1997: Valentine con Jim Brickman
- 1998: Chances Are con Bob Seger
- 2001: America the Beautiful (con AA.VV.)
- 2004: Trip Around the Sun con Jimmy Buffett
- 2011: Care con Kid Rock e T.I.

## Premi
| Anno | Premio                                   | Categoria                                       |
| ---- | ---------------------------------------- | ----------------------------------------------- |
| 1994 | Country Music Association Awards         | Music Video of the Year per, "Independence Day" |
| 1995 | TNN/Music City News                      | Music Video of the Year per, "Independence Day" |
| 1999 | Country Music Association Awards         | Female Vocalist of the Year                     |
| 2002 | CMT Music Video Music Flameworthy Awards | Female Video of the Year                        |
| 2001 | Academy of Country Music Awards          | Top Female Vocalist                             |
| 2002 | Academy of Country Music Awards          | Top Female Vocalist                             |
| 2002 | Country Music Association Awards         | Female Vocalist of the Year                     |
| 2003 | CMT Flameworthy Music Video Awards       | Female Video of the Year                        |
| 2003 | Academy of Country Music Awards          | Top Female Vocalist                             |
| 2003 | Country Music Association Awards         | Female Vocalist of the Year                     |
| 2003 | American Music Awards                    | Favorite Female Country Artist                  |
| 2004 | Country Music Association Awards         | Female Vocalist of the Year                     |
| 2007 | BMI                                      | Most Played Song of the Year Anyway             |
| 2007 | Billboard Music Awards                   | Top County Grossing Tour of the Year            |
| 2007 | ASCAP                                    | Female Song of the Year Anyway                  |
| 2007 | ASCAP                                    | Song of the Year Anyway                         |
| 2011 | Academy of County Music Awards           | Premio alla carriera                            |